# Rondeau Provincial Park
Rondeau Provincial Park (franska: Parc provincial Rondeau) är en park i Kanada.   Den ligger i provinsen Ontario, i den sydöstra delen av landet, 600 km sydväst om huvudstaden Ottawa. Rondeau Provincial Park ligger 173 meter över havet.
Terrängen runt Rondeau Provincial Park är mycket platt.Trakten är glest befolkad. Närmaste större samhälle är Blenheim, 12,3 km nordväst om Rondeau Provincial Park.